# Les Mystères de Subal
Albums de Henry Torgue et Serge Houppin
Docteur Labus
(1988) Amour-Légende
(1992)
Les Mystères de Subal est le cinquième album de Torgue et Houppin sorti le 5 juillet 1990 pour le spectacle éponyme de danse contemporaine de Jean-Claude Gallotta.

## Titres de l'album
1. Le Loup de Bomarzo
2. Bluff
3. Carnaval carpathe
4. Le Rêve de Rei-Poussol
5. Litanie kreul
6. New Baraco
7. Le Souper des putains